# Neue Wiener Ländler

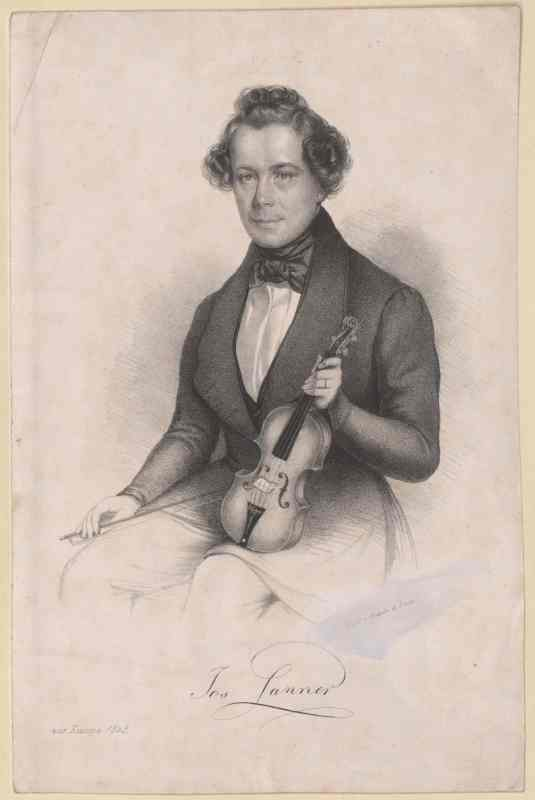
Joseph Lanner

Neue Wiener Ländler, op. 1 – lendler skomponowany przez Josepha Lannera w 1819 roku.

## Powstanie utworu
Najpopularniejszymi tańcami w pierwszej połowie XIX wieku były m.in. walc i lendler. Lanner osiągnął wielki sukces w przemienianiu prostych tanecznych melodii w poważniejsze formy muzyczne, co przyczyniło się do powstania i rozwoju walca wiedeńskiego. Lendler Neue Wiener Ländler op.1, został skomponowany w 1819 roku. Dzieło było nową wersją klasycznego ludowego lendlera, a zarazem wczesną forma walca i nadawało się znakomicie na bale, będące ważną częścią życia towarzyskiego Wiedeńczyków.  

## Instrumentarium
- I skrzypce
- II skrzypce
- III skrzypce
- wiolonczela lub kontrabas